# Gasthaus zum Falken
La Gasthaus zum Falken ("Locanda al falco") è un edificio storico a Gais. È classificato dal governo svizzero come bene culturale di importanza nazionale.

## Storia
L'edificio è una storica residenza della famiglia Heim di Gais. Prima di essere distrutta nel 1780 a causa di un incendio, nel sito si trovava un'altra locanda in cui nel 1749 venne promossa per la prima volta nel villaggio la cura del siero di latte. L'edificio attuale, inizialmente denominato Gasthof zum Ochsen, fu ricostruito nel 1781 Nel 1791 Samuel Heim ne fece un centro per le cure del siero di latte a livello internazionale. Attualmente l'edificio ospita un ristorante e un albergo.